# ۱۴ خرداد
۱۴ خرداد هفتاد و ششمین روز سال در گاه‌شماری خورشیدی است. به پایان سال ۲۸۹ روز (۲۹۰ روز در سال کبیسه) باقی‌است.

## رویدادها
- ۱۳۵۶ - سیل ۱۳۵۶ تاکستان قزوین و طارم علیا زنجان
- ۱۳۹۱ - رقابت ۱۴ خرداد ۱۳۹۱ تیم ملی فوتبال ایران با تیم ملی فوتبال ازبکستان در مرحله مقدماتی جام جهانی فوتبال ۲۰۱۴ (آسیا)
- ۱۳۹۲ - رقابت ۱۴ خرداد ۱۳۹۲ تیم ملی فوتبال ایران با تیم ملی فوتبال قطر در مرحله مقدماتی جام جهانی فوتبال ۲۰۱۴ (آسیا)
- ۱۳۹۳ - سیل ۱۳۹۳ مازندران و سمنان
- تولد  ممد

## زادروزها
- ۱۳۰۷ - موسی صدر، مرجع دینی و فعال سیاسی ایرانی
- ۱۳۵۵ - حمید حامی، خواننده
- ۱۳۵۸ - هانیه توسلی، بازیگر
- ۱۳۶۱ - مهدی سلوکی، بازیگر

## درگذشت‌ها
- ۱۳۱۵ - شیخ خزعل، حکمران خرمشهر
- ۱۳۹۱ - مصطفی علیمدد، نویسنده و حسابدار
- ۱۳۹۱ - پروانه سپانلو، خواننده
- ۱۴۰۲ - منصوره سگوند، شهروند اهل ایران که برای مدت زمانی به عنوان همیار پلیس با فرماندهی انتظامی جمهوری اسلامی ایران همکاری می کرد